# Björntjärnen (Töcksmarks socken, Värmland)
Björntjärnen är en sjö i Årjängs kommun i Värmland och ingår i Göta älvs huvudavrinningsområde.